# Lincoln (hrabstwo Bayfield)
Lincoln – miasto w Stanach Zjednoczonych, w stanie Wisconsin, w hrabstwie Bayfield.